# Karmozijnastrild
De karmozijnastrild (Pyrenestes sanguineus) is een zangvogel uit de familie Estrildidae (prachtvinken).

## Verspreiding en leefgebied
Deze soort telt 2 ondersoorten:
- P. s. sanguineus: van Senegal en Gambia tot Guinee-Bissau.
- P. s. coccineus: Sierra Leone, Liberia en Ivoorkust.